# V.H.O. Madsen
Vilhelm Hermann Oluf Madsen (11. april 1844 i København – 14. juni 1917 på Frederiksberg) var en dansk officer, militærtekniker, opfinder og politiker. Han var krigsminister i Ministeriet Deuntzer 1901-1905. Madsen var far til lægen Thorvald Madsen.
Madsen var søn af overfyrværker Jeppe Madsen og Johanne Christine født Becker. I 1868 blev han gift med Albertine Henriette Petersen, datter af sognepræst Jens Christian Petersen i Gørslev (Gjerslev).

## Den militære løbebane
Han blev landkadet 1859 og sekondløjtnant ved 16. bataillon i 1861. I 1863 kom han på Den kongelige militære Højskole, hvorfra han først afgik 1868, idet krigen i 1864, under hvilken han var ved 11. regiment, afbrød studierne.
Han var blevet premierløjtnant ved fodfolket i 1867, men kom 1868 til artilleriet og blev ansat ved staben. Samme år blev han lærer i matematik på Officersskolen og var lærer heri til 1896. Han udgav også lærebøger inden for ballistik mv.
Med en kort afbrydelse fra 1870-1872, da han var tjenstgørende ved 2. artilleriregiment, var han i øvrigt ansat ved artilleristaben. Fra 1887-1889 var Madsen ved 1. artilleribataillon, hvor han blev forfremmet til oberstløjtnant og ansat som stabschef ved artilleriet. Endelig blev han ved artilleriets omordning 1895 direktør for artilleriets tekniske tjeneste. Kort forinden var han forfremmet til oberst, og i 1896 fik han kommandørkorset af Dannebrog af 2. grad.
Et rekylgevær, som han konstruerede sammen med rustmesteren Alexander Bjarnov, blev under navnet System Madsen solgt til flere lande. Til det formål blev firmaet Compagnie Madsen A/S stiftet i 1900. Det fik senere navnet Dansk Rekyl-Riffel Syndikat. Dette selskab skiftede i 1936 navn til Dansk Industri Syndikat A/S (DISA).
V.H.O Madsen blev general i 1903.

## Politisk karriere
Han blev ved systemskiftet krigsminister i Ministeriet Deuntzer 1901. Her arbejdede han for Københavns Befæstning i strid med forliget mellem Venstre og Højre 1894, hvilket førte til regeringens og Venstres sprængning.
I 1909 blev han valgt til Folketinget.
Madsen var matematisk interesseret og var 1903-10 formand for Matematisk Forening.
Han var direktør for "Den danske Gradmåling" fra 1907 til 1917.

Han er begravet på Garnisons Kirkegård.